# Urzy
Urzy este o comună în departamentul Nièvre din centrul Franței. În 2009 avea o populație de 1.817 de locuitori.

## Evoluția populației
| An        | 1975  | 1982  | 1990  | 1999  | 2006  | 2009  |
| --------- | ----- | ----- | ----- | ----- | ----- | ----- |
| Populație | 1.035 | 1.441 | 1.733 | 1.847 | 1.828 | 1.817 |